# Gherardo Gambelli
Gherardo Gambelli (Viareggio, 23 de junho de 1969) é um prelado italiano da Igreja Católica, atual  arcebispo de Florença.

## Biografia
Nasceu em Viareggio, província e arquidiocese de Lucca, em 23 de junho de 1969. É natural de Castelfiorentino, província e arquidiocese de Florença.

### Treinamento sacerdotal e ministério
Concluiu os estudos de preparação ao sacerdócio no Seminário Maior Arquiepiscopal de Florença. Em 2 de junho de 1996 recebeu a ordenação presbiteral do cardeal Silvano Piovanelli, sendo incardinado na arquidiocese de Florença.
Após a ordenação, ocupou o cargo de vigário paroquial da igreja de Santo Stefano in Pane, no bairro florentino de Rifredi, até 2007. Em seguida, continuou seus estudos, obtendo em 2000 a licença em teologia bíblica pela Pontifícia Universidade Gregoriana e seu doutorado na Faculdade Teológica da Itália Central, em 2007. De 2000 a 2006 foi administrador paroquial de Sant'Andrea em Cercina, enquanto de 2007 a 2011 foi pároco e sólido moderador da Immacolata e San Martino em Montughi.
Em 2011 foi enviado como missionário fidei donum ao Chade, onde já esteve de 2001 a 2006 como professor convidado no Seminário Maior de N'Djamena. Ocupou primeiro o cargo de pároco da paróquia de Santa Giuseppina Bakhita em N'Djamena; na arquidiocese do mesmo nome foi responsável pela pastoral vocacional, novamente professor no seminário nacional, capelão da prisão de N'Djamena e membro do colégio de consultores. Em 2018 passou para o Vicariato Apostólico de Mongo, onde desempenhou as funções de pároco da catedral de Mongo, chefe da pastoral juvenil e capelão penitenciário; de 2019 a 2022 foi também vigário-geral do Vicariato Apostólico.
Tendo regressado à Itália em 2023, foi nomeado pároco da igreja de Madonna della Tosse em Florença  e capelão da prisão de Sollicciano.

### Ministério episcopal
Em 18 de abril de 2024, o Papa Francisco nomeou-o arcebispo metropolitano de Florença, sucedendo ao Cardeal Giuseppe Betori, que renunciou após atingir o limite de idade. Recebeu a ordenação episcopal em 24 de junho seguinte e tomou posse da arquidiocese do seu antecessor Cardeal Giuseppe Betori, sendo coadjuvado pelo cardeal Gualtiero Bassetti, arcebispo emérito de Perugia-Città della Pieve, pelo bispo de Pitigliano-Sovana-Orbetello, Giovanni Roncari, O.F.M.Cap., pelo vigário apostólico da Anatólia, Paolo Bizzeti, S.J. e pelo bispo de Pala, Dominique Tinoudji.Na mesma celebração tomou posse da arquidiocese.
No dia 29 de junho de 2024, solenidade dos santos Pedro e Paulo, recebeu do Papa Francisco o pálio na Basílica de São Pedro no Vaticano, que lhe foi imposto pelo núncio apostólico Petar Rajič no dia 3 de novembro seguinte na catedral de Santa Maria del Fiore.